# I've Never Been to Me
《I've Never Been to Me》，中文常译作《未曾有过自我》或《從未做過自己》，是由素有“蓝调女王”之称的美国歌星夏琳·邓肯演唱的歌曲。
这首歌在创作发行之初并未特別引起注意，歌曲于1977年进入Hot 100单曲的第97名。1980年夏琳离开摩城唱片，搬到英国。1982年，DJ斯科特·夏濃在电台播出这首歌，引起不少听众的兴趣。一夜间这首歌拿下全美排行榜第三和英国第一的好成绩，夏琳也成为家喻户晓的歌星。然而，夏琳没能延续这种成功，1983年，她推出的新专辑销售不理想，1985年再度离开乐坛。这首I've Never Been to Me却一直传唱至今，成了夏琳唯一的畅销曲。

## 歌词意境
I've Never Been to Me 的歌詞被認為充滿反女性意识自主的內容：一名历经沧桑的女人，碰到一个不满自己目下生活的怨妇，勸後者珍惜現有的家庭，唱道“我也曾经有过紙醉金迷、放浪形骸的生活，为追寻自由走遍世界，曾與神職人員、王公貴族纏綿，見過其他女人不曾看到的事物，但今日落得孤身一人……我曾經到過天堂，但從未找到過自我”。歌曲中穿插口白，認為“所謂天堂只是謊言，子女丈夫才是真實，才是愛情”，並為未曾孕育小孩而後悔流淚。

## 各国翻唱和改编
由于优美的曲调，歌曲得到了世界众多歌手的翻唱。

### 亞洲地區

#### 港台新
- 臺灣藝人黃鶯鶯在歌曲走紅前慧眼識珠，1978年在將歌詞中的subtle whoring改掉，並取消以當時而言過於露骨的口白後翻唱了這首曲子，使這首歌曲在新加坡和馬來西亞等地較英美更早的紅起來。
- 臺灣歌手鄧麗君翻唱過中文版和英文版。
- 臺灣歌手金瑞瑤翻唱成中文版《三月的玫瑰》，收錄於1983年5月發行的專輯《歲月的眼睛》。
- 新加坡歌手鄧妙華翻唱成中文版《我已失去你》，收錄於1983年8月發行的專輯《聲聲呼喚》。
- 臺灣歌手徐仲薇翻唱，收錄於1992年發行的英文專輯《Being Myself》。
- 臺灣組合S.H.E翻唱，收錄於2002年發行的第二張專輯《青春株式会社》。
- 臺灣歌手周蕙翻唱成中文版《為自己而自己》，收錄於2015年12月發行的電影原聲帶，追婚日記片尾曲。
- 香港歌手關菊英翻唱過改編的粤語版《唏！不要走》，收錄在1979年發行的專輯《知己同心》。
- 香港歌手陳迪匡翻唱過改編的粤語版《光陰的玩偶》，收錄在1983年發行的專輯《古刹銅鐘》。
- 香港歌手周慧敏翻唱過英文版和改編的粤語版《孤單的心痛》，收錄在1992年發行的專輯《冬日浪漫》。
- 香港歌手Double.R翻唱過粤語版《孤單的心痛》，收錄在2004年發行的專輯《Radio Good Old Days》。
- 香港歌手劉德麗翻唱過粤語版《孤單的心痛》，收錄在2012年發行的專輯《孤單的心痛》。

#### 日本
日本将歌名翻译为“愛はかげろうのように”，小柳由纪、岩崎宏美、等歌手翻唱过。椎名惠翻唱成日文版“LOVE IS ALL ～愛を聴かせて”（爱是一切，讓我聽愛情）。

## 其他
1994年澳洲电影《沙漠妖姬》（The Adventures of Priscilla, Queen of the Desert）将其收录为插曲。

## 相关连结
- 夏琳I've Never Been to Me（页面存档备份，存于）
- 金瑞瑶版《三月的玫瑰》（1986年）（页面存档备份，存于）
- 邓丽君版本（页面存档备份，存于）
- S.H.E演唱
- 周慧敏《孤單的心痛》（页面存档备份，存于）